# Брзопотезни шах
Брзопотезни шах, (познат и под називима „блиц“ — енг. blitz и „цуг“, „цугер“ — нем. zug), где се сви потези морају одиграти у унапред утврђеном времену краћем од 15 минута (најчешће је темпо игре 5 минута за целу партију). Игра се према Правилима убрзаног шаха ФИДЕ. Додатна правила су:
- Немогућ потез је завршен када је покренут противников часовник. Тада играч има право да, пре него што одигра свој потез (или такне фигуру), захтева победу.

- Када је противник одиграо немогућ потез, он више не може бити исправљен.

- Играч може захтевати реми од судије пре него што одигра свој потез (или такне фигуру) ако дође до позиције у којој га противник не може матирати било којом серијом могућих потеза и при најневештијој игри.

Уз употребу електронског часовника (Фишеров сат) партије се играју уз бонификацију времена после сваког одиграног потеза.